# Au cirque Fernando
Au cirque Fernando ou Au cirque Fernando. L'Écuyère est un tableau peint en 1887-1888 par Henri de Toulouse-Lautrec.
Ce tableau fait partie d'une série d'œuvres sur le thème du cirque. Le Cirque Fernando est alors un cirque situé en haut de la rue des Martyrs depuis 1873. Il y est accompagné régulièrement par son ami et premier maître René Princeteau à l'époque.
Il est conservé à l'Institut d'art de Chicago.

## Postérité
Le tableau fait partie des « 105 œuvres décisives de la peinture occidentale » constituant le musée imaginaire de Michel Butor.